# Ogcodes lineatus
Ogcodes lineatus este o specie de muște din genul Ogcodes, familia Acroceridae. A fost descrisă pentru prima dată de Enrico Adelelmo Brunetti în anul 1926. Conform Catalogue of Life specia Ogcodes lineatus nu are subspecii cunoscute.